# Alur
El regne d'Alur és un regne tradicional d'Uganda a la província del West Nile; està a uns 165 km de les Cascades de Karuma, a la part sud de la província. El forma l'ètnia dels alur.
Els alur van arribar a Uganda des del sud d'Egipte, d'on van emigrar fugint de les persecucions dels musulmans vers el 970, passant per Sudan, i arribant a Uganda vers el 1225. El 1290, dirigits per Rwoth Olei, es van establir a Pajao (Cascades de Murchison). El 1330 va pujar al tron dels alur el cap Kyebambe, que intentà d'assassinar els seus germans. Les línies d'aquests van originar els kuman, els jopadhola, els luo i els banyoro. A en Kyebambe el va succeir la seva filla Nyilak el 1365, que va tenir trigèmins d'una relació incestuosa amb el seu oncle, germà de Kyebambe. Un d'ells, Nyipir, la va succeir el 1390, mentre un altre, Nyabongo, era primer ministre, i el tercer, Thiful, cap dels ciutadans. Les lluites entre els germans van originar més tard nous llinatges (vers 1450): Nyabongo originà els acholi, Nyipir els alur. Aquest darrer va morir el 1490 i el va succeir Omyer Amor, el grup del qual es va traslladar a Owinyo Pielo el 1590 i a Yothu el 1630. D'aquest llinatge en descendeix l'actual cap, Jobi II.
El 1966 el govern ugandès va suprimir els regnes tradicionals, però el petit principat d'Alur va romandre oblidat i va seguir governat pels seus caps tradicionals (Rwoth-Obinmo). El darrer cap és Valente K. Oyoma Jobi II, que el 1978 va succeir pacíficament el seu difunt pare Rwoth Jalusiga Raoni. Aquests caps governen amb molta austeritat i tenen poc més que el respecte dels seus súbdits.
El regne es divideix en tres comtats, dels quals el de Jonam aspira a constituir un principat separat; un altre comtat és el d'Okoro, on els tres subcomtats d'Orusi, Parombo i Akworo es van adherir a finals del segle xx al cap Rwoth Nga de Warr Palara (principat tradicional de la República Democràtica del Congo) però al començament del segle xxi tornaren a reconèixer Jobi II; i el tercer i darrer comtat és el de Nebbi, on 6 dels 56 caps van rebutjar Jobi II, amb els sis dissidents encapçalats per Omua Okongo Ceru II, un jove cap de Paidha, al que donen suport John Ombidi II de Panyimur, Owacho Ali de Ragem, Dominic Omac de Paroketo, Michel Mendir de Puvungu i Onesimo Otober d'Amor.
El 1993 es va formar la Dikiri Ker Alu (Unió de Caps d'Alur) en un intent de crear una confederació sota el lideratge de Jobi II, pero els sis caps rebels van formar la seva pròpia associació: l' Associació de Caps Tradicionals d'Alur, al·legant que el llinatge de Jobi II derivava de la imposició colonial britànica.